# Pak Li-sup
Pak Li-sup   (Corea del Nord, 6 de gener de 1944) fou un futbolista nord-coreà de la dècada de 1960.
Fou internacional amb la selecció de futbol de Corea del Nord amb la qual participà a la copa del Món de futbol de 1966.
A nivell de club destacà com a jugador de Amnokgang Sports Club.